# Лехава
«Лехава» (ивр. להב"ה‎ «пламя», иногда «Лахава»; сокр. от ивр. למניעת התבוללות בארץ הקודש‎ ли-мниат хитболелут бе-эрец ха-кодеш; «предотвращение ассимиляции в Святой Земле») — еврейская ультраправая (или альтернативная правая) организация в Израиле, которая борется против еврейской ассимиляции и личных отношений между евреями и неевреями. Выступает против христианского присутствия в Израиле. Действия организации осуждал президент Израиля Реувен Ривлин, сравнив их с «грызунами, подтачивающими общий демократический и еврейский фундамент Израиля».
В январе 2015 года израильский Второй Канал сообщил о предположительных намерениях министра обороны Моше Яалона классифицировать Лехаву как террористическую организацию. Три члена Лехавы были арестованы и осуждены в 2014 году за совершение поджога и антиарабские граффити в двуязычной школе в Иерусалиме; вскоре после этого лидер Лехавы, Бен-Цион Гопштейн, вместе с другими членами группы был арестован за подстрекательство. Инцидент с поджогом привлек международное внимание. Рейтер сообщал, что действия правительства против Лехавы последовали только после нескольких месяцев ходатайств со стороны «левых израильтян и комментаторов СМИ». В ответ Гопштейн опубликовал заявление с резкой критикой Яалона: «я предлагаю [Яалону] объявить вне закона „исламистское движение“, а затем заняться антиассимиляционной группой… Вместо того, чтобы заниматься врагами Израиля, министр обороны пытается завоевать голоса левых на Лехаве. Группа спасает дочерей Израиля, и заслуживает премии Израиля». Группа насчитывает более 10 000 членов, с филиалами в каждом городе.

## Видные члены и сторонники
Председатель Лехавы — Бенци Гопштейн, ученик Меир Кахане — раввина, продвигавшего идеи выселения большинства арабов из Израиля и палестинских территорий. Гопштейн имел стычки с полицией за хулиганство, будучи в то время активным членом Ках — организации, запрещенной как расистская в 1988 году.
В Лехаве состоит ряд каханистов, в том числе политик Барух Марзель. Пресс-секретарь Михаэль Бен-Ари, бывший депутат Кнессета, который по-прежнему считает себя последователем Меира Кахане. Адвокат, который защищал арестованных в декабре 2014 года членов Лехавы, — Итамар Бен-Гвир, один из самых выдающихся каханистов в Израиле.
С Лехавой тесно связана организация Хемла, которая, заботясь о «спасении дочерей Израиля» от смешанных браков с арабскими мужчинами, получила до $175,000 в год от государства в период между 2005 и 2013. Часть суммы пошла как зарплата Бенци Гопштейну, директору по связям с общественностью организации Хемла.
Лехава тесно связана с политической партией Оцма Йехудит, которой руководит Михаэль Бен-Ари. Партия делит свою штаб-квартиру с Лехавой в Иерусалиме; в 2014 году, полиция провела обыск в их штаб-квартире.

## Деятельность

### Борьба с межконфессиональными браками
Организация получила известность после того, как в 2010 году отправила открытое письмо израильской еврейской супермодели Бар Рафаэли, и потребовала разорвать отношения с американским актёром Леонардо Ди Каприо, который является католиком.
Несколько раввинских жён, действуя от имени Лехавы, опубликовали открытое письмо, призывая израильских женщин не общаться с «не-евреями». «Гаарец» цитирует письмо, в котором написано «не встречайтесь с неевреями, не работайте в местах, где часто появляются неевреи, и не проходите национальную службу с неевреями». Письмо подразумевает, что если это случится, то они будут отрезаны от «святой расы». Письмо вызвало споры и было осуждено другими раввинами.
Организация также высказалась против брака Марка Цукерберга с Присциллой Чан.
В 2014 году Лехава организовала враждебные выступления против смешанной пары из Яффо, возражая против брака Махмуда Мансура, израильского араба, и его невестой, Морель Малка, которая перешла из иудаизма в ислам перед свадьбой. Когда пара обратилась в суд с требованием запретить демонстрацию, был вынесен приговор, который разрешил протест, но не ближе чем в 200 метрах от места проведения церемонии в израильском Ришон-ле-Ционе. Гаарец сообщает, что протестующие скандировали «Смерть левакам» и «смерть арабам», несмотря на то, что один из организаторов пытался их успокоить.
В 2013 году была создана страница на Facebook с целью выявления смешанных еврейско-арабских пар, однако она была закрыта в 2014 году после многочисленных жалоб на расистские комментарии. Лиат бар-Став, журналист, которая работала под прикрытием в организации Лехава, рассказала, как её члены искали любых еврейских женщин, которые могли быть знакомы с арабами. Если считали, что они обнаружили их, они должны были следовать инструкциям Гопштейна: подойти к женщине, и дать её номер телефона организации для дальнейших действий. «Вы подходите к девушке и говорите: 'Извините, у меня нет телефона. Могу ли я позвонить? Вы называете свой телефон, и вот как вы получите номер».

### Призывы к сегрегации
Кроме противостояния межконфессиональным бракам, Лехава призывает израильтян доносить на еврейских девушек, встречающихся с гоями, и на евреев, которые сдают жилье арабам, чтобы их публично «поименно называть и позорить». В 2012 году группа распространяла листовки в Восточном Иерусалиме, предостерегая арабов от посещения Западной части города. Лехава агитировала против «смешанных» еврейских и арабских пляжей.
В ноябре 2014 года четверо активистов группы были задержаны в Петах-Тикве после того, как они распространяли агитационный материал, а затем атаковали и ранили полицейского. Лиат бар-Став описывала встречу Гопштейна со своими последователями, в котором он сказал: «около 45 лет назад раввин Кахане говорил и кричал, что враги внутри нас — это рак, и что если мы не излечимся и не избавиться от него, мы не продолжим свое существование. К сожалению, этот опасный рак „со-существования“ пустил метастазы везде. Существуют различные министры в правительстве, которые поддерживают сосуществование, которые дают им рабочие места, пускают их в мир высоких технологий, позволяют им становиться врачами». Толпа отреагировала на это свистом и аплодисментами, Гопштейн продолжил: «рак, о котором мы говорили, пустил свои ответвления и в Кнессет. Тридцать лет назад раввин Кахане в Кнессете и вынул петлю для предателей, петля для арабских членов кнессета. Это не угроза, это обещание, — сказал раввин, отвечая на нападки. Так вот что я хочу пожелать (бывшему депутату Кнессета) Азми Бишаре от имени всех вас». В этот момент Гопштейн помахал удавкой. «Твой день придет, Азми! Мы ждем израильское правительство, которое придет и повесит тебя на самое высокое дерево! Азми, только благодаря Рабби Кахане мы убедимся, что однажды мы повесим тебя».
В декабре 2014 года три члена Лехава были арестованы и обвинены в поджоге 29 ноября интегрированной арабо-еврейской школы. Подозреваемые, Ицхак Габбай и братья Нахман Твито и Шломо Твито, напали на школу, по данным Шабака, «потому что евреи и арабы вместе учатся в школе, и цель в том, чтобы поставить оппозицию сосуществования и ассимиляции в глазах общественности». На фото в зале суда, три члена радикальной группы показаны улыбающимися и ухмыляющимися, после предъявления обвинения. В течение суток после их ареста, полиция завершила рейд в домах нескольких членов Лехавы. Председатель Лехавы, Бенци Гопштейн, был среди арестованных.

### Протесты
В 2017 году Лехава протестовали против гей-парада в Иерусалиме.

### Оппозиция к христианству в Израиле
Лехава организовали демонстрации протеста в связи с присутствием христиан в Израиле, и в конце 2015 года продемонстрировали перед Иерусалимской Международной организацией YMCA, с толпой кричали: «арабам не победить нас с ножами, и христиане не будут покупать нам подарки!» Гопштейн написал статью на местном сайте, Kooker, в котором он заявил: «миссионерской работе не должен быть предоставлен плацдарм… Давайте выбросим вампиров с нашей земли, прежде чем они снова станут пить нашу кровь». Он также высказался за запрет на рождественский праздник.

## Критика Лехавы
Израильский центр религиозной деятельности, основная правозащитная организация либерального иудаизма, утверждает, что Лехава — расистская организация, и поддерживает пиар-кампанию против Лехавы и Гопштейна. В мае 2016 года IRAC провёл кампанию, выпустив статистические данные, показывающие, что в социальных сетях Лехава были примерно 200,000 антиарабских постов в год (на Facebook, Twitter и Instagram), около четверти из которых призывают к физическому насилию в отношении арабов. Facebook удалил семь аккаунтов Лехавы за нарушения правил поведения, но Лехава продолжает создавать посты Facebook через другие аккаунты.
В мае 2016 года Антидиффамационная лига направила письмо Генеральному прокурору Авихаю Мендельблиту с призывом принять меры по пресечению действий Лехавы и Гопштейна. В письме АДЛ говорит, что Гопштейн называет христиан «вампирами-кровопийцами», попустительствует сжиганию христианских церквей, и что его страница Facebook содержит посты против ЛГБТ, а также посты, которые АДЛ называет «крайне оскорбительными, расистскими, подстрекательскими и жестокими». АДЛ выступил против Израильского принятия «дискурса ненависти» Лехавы, как вредного для страны, считая, это дает «оружие врагам Израиля, которые используют его в качестве основы для их поспешных выводов и обобщений об израильском обществе».